# Mariano Augusto de Andrade
Mariano Augusto de Andrade (Recife, 2 de novembro de 1909 – 24 de dezembro de 1994) foi um médico brasileiro.
Graduado pela Faculdade Nacional de Medicina da Universidade do Brasil em 1933. Foi eleito membro da Academia Nacional de Medicina em 1979, sucedendo Clóvis Salgado da Gama na Cadeira 37, que tem José Alves Maurity Santos como patrono.